# دوغ رايت (لاعب)
دوغ رايت (بالإنجليزية: Doug Wright)‏ (29 أبريل 1917 المملكة المتحدة - 28 ديسمبر 1992 المملكة المتحدة) هو لاعب كرة قدم بريطاني سابق كان يلعب كمدافع.

## روابط خارجية
- دوغ رايت على موقع ناشيونال فوتبول تيمز (الإنجليزية)